# Gurania latifolia
Gurania latifolia är en gurkväxtart som beskrevs av Henry Hurd Rusby. Gurania latifolia ingår i släktet Gurania och familjen gurkväxter. Inga underarter finns listade i Catalogue of Life.